# Mexiko i olympiska sommarspelen 2012
Mexiko deltog vid de olympiska sommarspelen 2012 i London, Storbritannien, som arrangerades mellan den 27 juli och den 12 augusti 2012.

## Medaljörer (urval)
| Medalj | Namn                               | Sport   | Gren                     |
| ------ | ---------------------------------- | ------- | ------------------------ |
| Guld   | Mexikos U23-herrlandslag i fotboll | Fotboll | Herrarnas turnering      |
| Silver | Iván García Germán Sánchez         | Simhopp | Herrarnas höga hopp, par |
| Silver | Paola Espinosa Alejandra Orozco    | Simhopp | Damernas höga hopp, par  |

## Badminton
| Spelare          | Gren      | Gruppnivå                     | Gruppnivå                   | Gruppnivå         | Gruppnivå        | Eliminering       | Kvartsfinal       | Semifinal         | Final / brons     | Final / brons |
| Spelare          | Gren      | Motståndare Poäng             | Motståndare Poäng           | Motståndare Poäng | Placering        | Motståndare Poäng | Motståndare Poäng | Motståndare Poäng | Motståndare Poäng | Placering     |
| ---------------- | --------- | ----------------------------- | --------------------------- | ----------------- | ---------------- | ----------------- | ----------------- | ----------------- | ----------------- | ------------- |
| Victoria Montero | Damsingel | Nieminen (FIN) L 12–21, 18–21 | Tai T-y (TPE) L 6–21, 10–21 | 3                 | Gick inte vidare | Gick inte vidare  | Gick inte vidare  | Gick inte vidare  | Gick inte vidare  |               |

## Bordtennis
Damer
| Spelare      | Gren      | Inledande omgång     | Runda 1              | Runda 2              | Runda 3              | Runda 4              | Kvartsfinal          | Semifinal            | Final                | Final            |
| Spelare      | Gren      | Motståndare Resultat | Motståndare Resultat | Motståndare Resultat | Motståndare Resultat | Motståndare Resultat | Motståndare Resultat | Motståndare Resultat | Motståndare Resultat | Placering        |
| ------------ | --------- | -------------------- | -------------------- | -------------------- | -------------------- | -------------------- | -------------------- | -------------------- | -------------------- | ---------------- |
| Yadira Silva | Damsingel | BYE                  | Hsing (USA) L 0–4    | Gick inte vidare     | Gick inte vidare     | Gick inte vidare     | Gick inte vidare     | Gick inte vidare     | Gick inte vidare     | Gick inte vidare |

## Boxning
Herrar
| Boxare       | Gren       | Sextondelsfinal      | Åttondelsfinal       | Kvartsfinal          | Semifinal            | Final                | Final            |
| Boxare       | Gren       | Motståndare Resultat | Motståndare Resultat | Motståndare Resultat | Motståndare Resultat | Motståndare Resultat | Placering        |
| ------------ | ---------- | -------------------- | -------------------- | -------------------- | -------------------- | -------------------- | ---------------- |
| Óscar Valdez | Bantamvikt | Thapa (IND) W 14–9   | Yunusov (TJK) W 13–7 | Nevin (IRL) L 13–19  | Gick inte vidare     | Gick inte vidare     | Gick inte vidare |
| Óscar Molina | Weltervikt | Clayton (CAN) L 8–12 | Gick inte vidare     | Gick inte vidare     | Gick inte vidare     | Gick inte vidare     | Gick inte vidare |

## Brottning
Herrar, fristil
| Brottare         | Gren    | Kvalomgång              | Åttondelsfinal             | Kvartsfinal          | Semifinal            | Återkval 1           | Återkval 2           | Final / Brons        | Final / Brons |
| Brottare         | Gren    | Motståndare Resultat    | Motståndare Resultat       | Motståndare Resultat | Motståndare Resultat | Motståndare Resultat | Motståndare Resultat | Motståndare Resultat | Placering     |
| ---------------- | ------- | ----------------------- | -------------------------- | -------------------- | -------------------- | -------------------- | -------------------- | -------------------- | ------------- |
| Guillermo Torres | -60 kg  | Esmaeilpour (IRI) L 1–3 | Gick inte vidare           | Gick inte vidare     | Gick inte vidare     | Gick inte vidare     | Gick inte vidare     | Gick inte vidare     | 16            |
| Jesse Ruíz       | -120 kg | BYE                     | Modzmanashvili (GEO) L 0–5 | Gick inte vidare     | Gick inte vidare     | BYE                  | Daulet (KAZ) L 0–3   | Gick inte vidare     | 18            |

## Bågskytte
Damer
| Bågskytt                                     | Gren                  | Ranking-runda | Ranking-runda | 32-delsfinal             | Sextondelsfinal          | Åttondelsfinal               | Kvartsfinal               | Semifinal               | Final                  | Final            |
| Bågskytt                                     | Gren                  | Poäng         | Seedning      | Motståndare Poäng        | Motståndare Poäng        | Motståndare Poäng            | Motståndare Poäng         | Motståndare Poäng       | Motståndare Poäng      | Placering        |
| -------------------------------------------- | --------------------- | ------------- | ------------- | ------------------------ | ------------------------ | ---------------------------- | ------------------------- | ----------------------- | ---------------------- | ---------------- |
| Mariana Avitia                               | Damernas individuella | 659           | 10            | Dehghan (IRI) (55) W 6–2 | Folkard (GBR) (42) W 6–2 | Christiansen (DEN) (7) W 6–2 | Lee S-J (KOR) (2) W 6–2   | Román (MEX) (11) L 2–6  | Lorig (USA) (4) W 6–2  | 3                |
| Aída Román                                   | Damernas individuella | 658           | 11            | Bannova (KAZ) (54) W 6–2 | Devi (IND) (22) W 6–2    | Kanie (JPN) (6) W 7–3        | Lionetti (ITA) (19) W 6–2 | Avitia (MEX) (10) W 6–2 | Ki B-B (KOR) (1) L 5–6 | 2                |
| Alejandra Valencia                           | Damernas individuella | 657           | 13            | Parnät (EST) (52) W 7–1  | Cheng M (CHN) (20) L 1–7 | Gick inte vidare             | Gick inte vidare          | Gick inte vidare        | Gick inte vidare       | Gick inte vidare |
| Mariana Avitia Aída Román Alejandra Valencia | Damernas lagtävling   | 1974          | 4             | i.u.                     | i.u.                     | BYE                          | Japan (8) L 209–219       | Gick inte vidare        | Gick inte vidare       | Gick inte vidare |

Herrar
| Bågskytt                                     | Gren                   | Ranking-runda | Ranking-runda | 32-delsfinal              | Sextondelsfinal         | Åttondelsfinal          | Kvartsfinal             | Semifinal             | Final                  | Final            |
| Bågskytt                                     | Gren                   | Poäng         | Seedning      | Motståndare Poäng         | Motståndare Poäng       | Motståndare Poäng       | Motståndare Poäng       | Motståndare Poäng     | Motståndare Poäng      | Placering        |
| -------------------------------------------- | ---------------------- | ------------- | ------------- | ------------------------- | ----------------------- | ----------------------- | ----------------------- | --------------------- | ---------------------- | ---------------- |
| Luis Álvarez                                 | Herrarnas individuella | 665           | 30            | Hristov (BUL) (35) W 6–0  | Oh J-H (KOR) (3) L 2–6  | Gick inte vidare        | Gick inte vidare        | Gick inte vidare      | Gick inte vidare       | Gick inte vidare |
| Juan René Serrano                            | Herrarnas individuella | 665           | 29            | Galiazzo (ITA) (36) W 6–2 | Godfrey (GBR) (4) L 1–7 | Gick inte vidare        | Gick inte vidare        | Gick inte vidare      | Gick inte vidare       | Gick inte vidare |
| Eduardo Vélez                                | Herrarnas individuella | 666           | 26            | Vaziri (IRI) (39) W 7–1   | Dai Xx (CHN) (7) L 0–6  | Gick inte vidare        | Gick inte vidare        | Gick inte vidare      | Gick inte vidare       | Gick inte vidare |
| Luis Álvarez Juan René Serrano Eduardo Vélez | Herrarnas lagtävling   | 1996          | 7             | i.u.                      | i.u.                    | Malaysia (10) W 216–211 | Frankrike (2) W 220–212 | Italien (6) L 215–217 | Sydkorea (1) L 219–224 | 4                |

## Cykling

### Landsväg
| Cyklist       | Gren                | Tid     | Placering |
| ------------- | ------------------- | ------- | --------- |
| Hugo Rangel   | Herrarnas linjelopp | 5:46.37 | =27       |
| Ingrid Drexel | Damernas linjelopp  | OTL     | OTL       |

## Fotboll
Herrar
Tränare: Luis Fernando Tena
| Nr | Pos. | Namn                  | Födelsedatum (ålder)      | Matcher | Mål |         | Klubb                |
| -- | ---- | --------------------- | ------------------------- | ------- | --- | ------- | -------------------- |
| 1  | MV   | José de Jesús Corona* | 26 januari 1981 (31 år)   | 12      | 0   | Mexiko  | Cruz Azul            |
| 2  | F    | Israel Jiménez        | 13 juni 1989 (23 år)      | 7       | 1   | Mexiko  | UANL                 |
| 3  | F    | Carlos Salcido*       | 2 april 1980 (32 år)      | 0       | 0   | Mexiko  | UANL                 |
| 4  | F    | Hiram Mier            | 25 augusti 1989 (22 år)   | 14      | 1   | Mexiko  | Monterrey            |
| 5  | F    | Dárvin Chávez         | 21 november 1989 (22 år)  | 15      | 0   | Mexiko  | Monterrey            |
| 6  | MF   | Héctor Herrera        | 19 april 1990 (22 år)     | 11      | 1   | Mexiko  | Pachuca              |
| 7  | MF   | Javier Cortés         | 20 juli 1989 (23 år)      | 11      | 1   | Mexiko  | UNAM                 |
| 8  | MF   | Marco Fabián          | 21 juli 1989 (23 år)      | 12      | 12  | Mexiko  | Guadalajara          |
| 9  | A    | Oribe Peralta*        | 12 januari 1984 (28 år)   | 5       | 6   | Mexiko  | Santos Laguna        |
| 10 | A    | Giovani dos Santos    | 11 maj 1989 (23 år)       | 0       | 0   | England | Tottenham Hotspur FC |
| 11 | MF   | Javier Aquino         | 11 februari 1990 (22 år)  | 17      | 0   | Mexiko  | Cruz Azul            |
| 12 | A    | Raúl Jiménez          | 5 maj 1991 (21 år)        | 5       | 1   | Mexiko  | América              |
| 13 | F    | Diego Reyes           | 19 september 1992 (19 år) | 12      | 1   | Mexiko  | América              |
| 14 | MF   | Jorge Enríquez        | 8 januari 1991 (21 år)    | 17      | 1   | Mexiko  | Guadalajara          |
| 15 | F    | Néstor Vidrio         | 22 mars 1989 (23 år)      | 5       | 0   | Mexiko  | Pachuca              |
| 16 | F    | Miguel Ponce          | 12 april 1989 (23 år)     | 13      | 5   | Mexiko  | Guadalajara          |
| 17 | F    | Néstor Araujo         | 29 augusti 1991 (20 år)   | 9       | 0   | Mexiko  | Cruz Azul            |
| 18 | MV   | Antonio Rodríguez     | 4 juli 1992 (20 år)       | 4       | 0   | Mexiko  | Guadalajara          |

Gruppspel
| Nr | Lag      | S | V | O | F | GM | IM | MS | P |
| -- | -------- | - | - | - | - | -- | -- | -- | - |
| 1  | Mexiko   | 3 | 2 | 1 | 0 | 3  | 0  | +3 | 7 |
| 2  | Sydkorea | 3 | 1 | 2 | 0 | 2  | 1  | +1 | 5 |
| 3  | Gabon    | 3 | 0 | 2 | 1 | 1  | 3  | −2 | 2 |
| 4  | Schweiz  | 3 | 0 | 1 | 2 | 2  | 4  | −2 | 1 |

| 2 | 26 juli, 14:30 | Mexiko U23 | 0 – 0 | Sydkorea U23 | St James' Park, Newcastle |  |
|   |                |            |       |              |                           |  |
|   |                |            |       |              |                           |  |
|   |                |            |       |              |                           |  |

| 10 | 29 juli, 14:30 | Mexiko U23 | 2 – 0 | Gabon U23 | City of Coventry Stadium |  |
|    |                |            |       |           |                          |  |
|    |                |            |       |           |                          |  |
|    |                |            |       |           |                          |  |

| 21 | 1 augusti, 17:00 | Mexiko U23 | 1 – 0 | Schweiz U23 | Millennium Stadium, Cardiff |  |
|    |                  |            |       |             |                             |  |
|    |                  |            |       |             |                             |  |
|    |                  |            |       |             |                             |  |

Slutspel
| 26 | 4 augusti, 14:30 | Mexiko U23 | 4 – 2 (e.fl.) | Senegal U23 | Wembley Stadium, London |  |
|    |                  |            |               |             |                         |  |
|    |                  |            |               |             |                         |  |
|    |                  |            |               |             |                         |  |

| 29 | 7 augusti, 17:00 | Mexiko U23 | 3 – 1 | Japan U23 | Wembley Stadium, London |  |
|    |                  |            |       |           |                         |  |
|    |                  |            |       |           |                         |  |
|    |                  |            |       |           |                         |  |

| 32 | 11 augusti, 15:00 | Brasilien U23 | 1 – 2 | Mexiko U23 | Wembley Stadium, London |  |
|    |                   |               |       |            |                         |  |
|    |                   |               |       |            |                         |  |
|    |                   |               |       |            |                         |  |

## Friidrott
Förkortningar
- Notera – Placeringar gäller endast den tävlandes eget heat
- Q = Kvalificerade sig till nästa omgång via placering
- q = Kvalificerade sig på tid eller, i fältgrenarna, på placering utan att ha nått kvalgränsen
- NR = Nationellt rekord
- N/A = Omgången inte möjlig i grenen
- Bye = Idrottaren behövde inte delta i omgången

Herrar
Bana och väg
| Idrottare           | Gren       | Heat     | Heat      | Semifinal        | Semifinal        | Final            | Final            |
| Idrottare           | Gren       | Resultat | Placering | Resultat         | Placering        | Resultat         | Placering        |
| ------------------- | ---------- | -------- | --------- | ---------------- | ---------------- | ---------------- | ---------------- |
| Jose Carlos Herrera | 200 m      | 21.17    | 7         | Gick inte vidare | Gick inte vidare | Gick inte vidare | Gick inte vidare |
| Juan Luis Barrios   | 5 000 m    | 13:21.01 | 9 q       | i.u.             | i.u.             | 13:45.30         | 8                |
| Diego Estrada       | 10 000 m   | i.u.     | i.u.      | i.u.             | i.u.             | 28:36.19         | 21               |
| Carlos Cordero      | Maraton    | i.u.     | i.u.      | i.u.             | i.u.             | 2:22:08          | 60               |
| Arturo Malaquias    | Maraton    | i.u.     | i.u.      | i.u.             | i.u.             | 2:26:37          | 70               |
| Daniel Vargas       | Maraton    | i.u.     | i.u.      | i.u.             | i.u.             | 2:18:26          | 39               |
| Ever Palma          | 20 km gång | i.u.     | i.u.      | i.u.             | i.u.             | 1:26:30          | 46               |
| Isaac Palma         | 20 km gång | i.u.     | i.u.      | i.u.             | i.u.             | 1:23:35          | 34               |
| Eder Sánchez        | 20 km gång | i.u.     | i.u.      | i.u.             | i.u.             | 1:19:52          | 6                |
| Jose Leyver Ojeda   | 50 km gång | i.u.     | i.u.      | i.u.             | i.u.             | 3:55:00          | 28               |
| Horacio Nava        | 50 km gång | i.u.     | i.u.      | i.u.             | i.u.             | 3:46:59          | 16               |
| Omar Zepeda         | 50 km gång | i.u.     | i.u.      | i.u.             | i.u.             | 3:49:14          | 23               |

Fältgrenar
| Idrottare     | Gren        | Kval  | Kval      | Final            | Final            |
| Idrottare     | Gren        | Längd | Placering | Längd            | Placering        |
| ------------- | ----------- | ----- | --------- | ---------------- | ---------------- |
| Luis Rivera   | Längdhopp   | 7.42  | 32        | Gick inte vidare | Gick inte vidare |
| Stephen Saenz | Kulstötning | 18.65 | 32        | Gick inte vidare | Gick inte vidare |

Damer
Bana och väg
| Idrottare      | Gren       | Heat     | Heat      | Final            | Final            |
| Idrottare      | Gren       | Resultat | Placering | Resultat         | Placering        |
| -------------- | ---------- | -------- | --------- | ---------------- | ---------------- |
| Sandra López   | 5 000 m    | 15:55.16 | 16        | Gick inte vidare | Gick inte vidare |
| Karina Pérez   | Maraton    | i.u.     | i.u.      | 2:33:30          | 50               |
| Marisol Romero | Maraton    | i.u.     | i.u.      | 2:33:08          | 46               |
| Mónica Equihua | 20 km gång | i.u.     | i.u.      | 1:32:28          | 30               |

## Fäktning
- Huvudartikel: Fäktning vid olympiska sommarspelen 2012

Herrar
| Idrottare    | Gren                  | Omgång 1                | Omgång 2           | Omgång 3          | Kvartsfinal       | Semifinal         | Final / BM        | Final / BM       |
| Idrottare    | Gren                  | Motståndare Poäng       | Motståndare Poäng  | Motståndare Poäng | Motståndare Poäng | Motståndare Poäng | Motståndare Poäng | Placering        |
| ------------ | --------------------- | ----------------------- | ------------------ | ----------------- | ----------------- | ----------------- | ----------------- | ---------------- |
| Daniel Gómez | Florett, individuellt | Jovanović (CRO) W 15–14 | Ma Jf (CHN) L 9–15 | Gick inte vidare  | Gick inte vidare  | Gick inte vidare  | Gick inte vidare  | Gick inte vidare |

Damer
| Idrottare       | Gren                | Omgång 1             | Omgång 2          | Omgång 3          | Kvartsfinal       | Semifinal         | Final / BM        | Final / BM       |
| Idrottare       | Gren                | Motståndare Poäng    | Motståndare Poäng | Motståndare Poäng | Motståndare Poäng | Motståndare Poäng | Motståndare Poäng | Placering        |
| --------------- | ------------------- | -------------------- | ----------------- | ----------------- | ----------------- | ----------------- | ----------------- | ---------------- |
| Úrsula González | Sabel, individuellt | Kim J-Y (KOR) L 3–15 | Gick inte vidare  | Gick inte vidare  | Gick inte vidare  | Gick inte vidare  | Gick inte vidare  | Gick inte vidare |

## Gymnastik
- Huvudartikel: Gymnastik vid olympiska sommarspelen 2012

### Artistisk
Herrar
| Idrottare     | Gren      | Kval    | Kval    | Kval    | Kval    | Kval    | Kval    | Kval   | Kval      | Final           | Final           | Final           | Final           | Final           | Final           | Final           | Final           |
| Idrottare     | Gren      | Redskap | Redskap | Redskap | Redskap | Redskap | Redskap | Totalt | Placering | Redskap         | Redskap         | Redskap         | Redskap         | Redskap         | Redskap         | Totalt          | Placering       |
| Idrottare     | Gren      | F       | PH      | R       | V       | PB      | HB      | Totalt | Placering | F               | PH              | R               | V               | PB              | HB              | Totalt          | Placering       |
| ------------- | --------- | ------- | ------- | ------- | ------- | ------- | ------- | ------ | --------- | --------------- | --------------- | --------------- | --------------- | --------------- | --------------- | --------------- | --------------- |
| Daniel Corral | Bygelhäst | i.u.    | 12.333  | i.u.    | i.u.    | i.u.    | i.u.    | 12.333 | 61        | Did not advance | Did not advance | Did not advance | Did not advance | Did not advance | Did not advance | Did not advance | Did not advance |
| Daniel Corral | Barr      | i.u.    | i.u.    | i.u.    | i.u.    | 15.433  | i.u.    | 15.433 | 8 Q       | i.u.            | i.u.            | i.u.            | i.u.            | 15.333          | i.u.            | 15.333          | 5               |

Damer
| Idrottare   | Gren       | Kval    | Kval    | Kval    | Kval    | Kval   | Kval      | Final            | Final            | Final            | Final            | Final            | Final            |
| Idrottare   | Gren       | Redskap | Redskap | Redskap | Redskap | Totalt | Placering | Redskap          | Redskap          | Redskap          | Redskap          | Totalt           | Placering        |
| Idrottare   | Gren       | F       | V       | UB      | BB      | Totalt | Placering | F                | V                | UB               | BB               | Totalt           | Placering        |
| ----------- | ---------- | ------- | ------- | ------- | ------- | ------ | --------- | ---------------- | ---------------- | ---------------- | ---------------- | ---------------- | ---------------- |
| Elsa García | Fristående | 13.733  | i.u.    | i.u.    | i.u.    | 13.733 | 35        | Gick inte vidare | Gick inte vidare | Gick inte vidare | Gick inte vidare | Gick inte vidare | Gick inte vidare |
| Elsa García | Bom        | i.u.    | i.u.    | 12.400  | i.u.    | 12.400 | 58        | Gick inte vidare | Gick inte vidare | Gick inte vidare | Gick inte vidare | Gick inte vidare | Gick inte vidare |

## Judo
Herrar
| Idrottare        | Gren                           | 32-delsfinal         | Sextondelsfinal          | Åttondelsfinal          | Kvartsfinal          | Semifinal            | Återkval             | Bronsmatch           | Final                | Final            |
| Idrottare        | Gren                           | Motståndare Resultat | Motståndare Resultat     | Motståndare Resultat    | Motståndare Resultat | Motståndare Resultat | Motståndare Resultat | Motståndare Resultat | Motståndare Resultat | Placering        |
| ---------------- | ------------------------------ | -------------------- | ------------------------ | ----------------------- | -------------------- | -------------------- | -------------------- | -------------------- | -------------------- | ---------------- |
| Nabor Castillo   | Extra lättvikt (-60 kg) Herrar | BYE                  | Khom (CAM) W 0100–0000   | Verde (ITA) L 0011–1011 | Gick inte vidare     | Gick inte vidare     | Gick inte vidare     | Gick inte vidare     | Gick inte vidare     | Gick inte vidare |
| Vanessa Zambotti | Tungvikt (+78 kg) Damer        | i.u.                 | Tong W (CHN) L 0000–0100 | Gick inte vidare        | Gick inte vidare     | Gick inte vidare     | Gick inte vidare     | Gick inte vidare     | Gick inte vidare     | Gick inte vidare |

## Kanotsport
Sprint
| Kanotist           | Gren                | Heat     | Heat      | Semifinal | Semifinal | Final            | Final            |
| Kanotist           | Gren                | Tid      | Placering | Tid       | Placering | Tid              | Placering        |
| ------------------ | ------------------- | -------- | --------- | --------- | --------- | ---------------- | ---------------- |
| Everardo Cristóbal | Herrarnas C1 200 m  | 44.459   | 4 Q       | 44.571    | 7         | Gick inte vidare | Gick inte vidare |
| Everardo Cristóbal | Herrarnas C1 1000 m | 3:58.673 | 5 Q       | 3:54.590  | 5 FB      | 3:56.118         | 10               |

## Konstsim
| Idrottare                     | Gren           | Teknisk rutin | Teknisk rutin | Fri rutin (inledande) | Fri rutin (inledande)  | Fri rutin (inledande) | Fri rutin (final) | Fri rutin (final)      | Fri rutin (final) |
| Idrottare                     | Gren           | Poäng         | Placering     | Poäng                 | Totalt (teknisk + fri) | Placering             | Placering         | Totalt (teknisk + fri) | Placering         |
| ----------------------------- | -------------- | ------------- | ------------- | --------------------- | ---------------------- | --------------------- | ----------------- | ---------------------- | ----------------- |
| Nuria Diosdado Isabel Delgado | Damernas duett | 83.000        | 18            | 83.610                | 166.610                | 18                    | Gick inte vidare  | Gick inte vidare       | Gick inte vidare  |

## Modern femkamp
| Idrottare   | Gren   | Fäktning (värja) | Fäktning (värja) | Fäktning (värja) | Simning (200 m frisim) | Simning (200 m frisim) | Simning (200 m frisim) | Ridsport (hästhoppning) | Ridsport (hästhoppning) | Ridsport (hästhoppning) | Kombinerat: skytte/löpning (10 m luftpistol)/(3000 m) | Kombinerat: skytte/löpning (10 m luftpistol)/(3000 m) | Kombinerat: skytte/löpning (10 m luftpistol)/(3000 m) | Totalpoäng | Slutpoäng |
| Idrottare   | Gren   | Resultat         | Placering        | MF-poäng         | Tid                    | Placering              | MF-poäng               | Straff                  | Placering               | MF-poäng                | Tid                                                   | Placering                                             | MF-poäng                                              | Totalpoäng | Slutpoäng |
| ----------- | ------ | ---------------- | ---------------- | ---------------- | ---------------------- | ---------------------- | ---------------------- | ----------------------- | ----------------------- | ----------------------- | ----------------------------------------------------- | ----------------------------------------------------- | ----------------------------------------------------- | ---------- | --------- |
| Óscar Soto  | Herrar | 16–19            | 20               | 784              | 2:10,98                | 29                     | 1232                   | 24                      | 6                       | 1176                    | 10:34,42                                              | 7                                                     | 2464                                                  | 5656       | 14        |
| Tamara Vega | Damer  | 16–19            | =22              | 784              | 2:18,72                | 19                     | 1136                   | 740*                    | 35                      | 460                     | Fullföljde inte                                       | Fullföljde inte                                       | Fullföljde inte                                       | 2380       | 36        |

## Ridsport

### Hoppning
| Tävlande                 | Häst             | Kvalifikation | Kvalifikation | Kvalifikation   | Kvalifikation   | Kvalifikation   | Kvalifikation   | Kvalifikation   | Kvalifikation   | Final           | Final           | Final           | Final           | Final           | Total     |
| Tävlande                 | Häst             | Runda 1       | Runda 1       | Runda 2         | Runda 2         | Runda 2         | Runda 3         | Runda 3         | Runda 3         | Runda A         | Runda A         | Runda B         | Runda B         | Runda B         | Total     |
| Tävlande                 | Häst             | Straff        | Placering     | Straff          | Total           | Placering       | Straff          | Total           | Placering       | Straff          | Placering       | Straff          | Totalt          | Placering       | Placering |
| ------------------------ | ---------------- | ------------- | ------------- | --------------- | --------------- | --------------- | --------------- | --------------- | --------------- | --------------- | --------------- | --------------- | --------------- | --------------- | --------- |
| Alberto Michan Halbinger | Rosalia La Silla | 0             | 1             | 0               | 0               | 1               | 9               | 9               | 22              | Ej kvalificerad | Ej kvalificerad | Ej kvalificerad | Ej kvalificerad | Ej kvalificerad | 22        |
| Nicolas Pizarro          | Crossing Jordan  | 4             | 42            | 4               | 8               | 31              | 20              | 28              | 42              | Ej kvalificerad | Ej kvalificerad | Ej kvalificerad | Ej kvalificerad | Ej kvalificerad | 42        |
| Federico Fernandez       | Victoria         | 5             | 53            | 6               | 11              | 53              | Ej kvalificerad | Ej kvalificerad | Ej kvalificerad | Ej kvalificerad | Ej kvalificerad | Ej kvalificerad | Ej kvalificerad | Ej kvalificerad | 53        |
| Jaime Azcarraga          | Gangster         | 12            | 67            | Ej kvalificerad | Ej kvalificerad | Ej kvalificerad | Ej kvalificerad | Ej kvalificerad | Ej kvalificerad | Ej kvalificerad | Ej kvalificerad | Ej kvalificerad | Ej kvalificerad | Ej kvalificerad | 67        |

| Tävlande                                                                    | Häst     | Runda 1 | Runda 1   | Runda 2         | Runda 2         | Placering |
| Tävlande                                                                    | Häst     | Straff  | Placering | Straff          | Placering       | Placering |
| --------------------------------------------------------------------------- | -------- | ------- | --------- | --------------- | --------------- | --------- |
| Alberto Michan Halbinger Nicolas Pizarro Federico Fernandez Jaime Azcarraga | som ovan | 10      | 9         | Ej kvalificerad | Ej kvalificerad | 9         |

## Rodd
Herrar
| Idrottare       | Gren          | Heat    | Heat      | Återkval | Återkval  | Kvartsfinal | Kvartsfinal | Semifinal | Semifinal | Final   | Final     | Final |
| Idrottare       | Gren          | Tid     | Placering | Tid      | Placering | Tid         | Placering   | Tid       | Placering | Tid     | Placering |       |
| --------------- | ------------- | ------- | --------- | -------- | --------- | ----------- | ----------- | --------- | --------- | ------- | --------- | ----- |
| Patrick Loliger | Singelsculler | 6:51,78 | 3 QF      | BYE      | BYE       | 7:00,20     | 4 SC/D      | 7:29,82   | 2 FC      | 7:20,10 | 14        |       |

Damer
| Idrottare     | Gren          | Heat    | Heat      | Återkval | Återkval  | Kvartsfinal | Kvartsfinal | Semifinal | Semifinal | Final   | Final     | Final |
| Idrottare     | Gren          | Tid     | Placering | Tid      | Placering | Tid         | Placering   | Tid       | Placering | Tid     | Placering |       |
| ------------- | ------------- | ------- | --------- | -------- | --------- | ----------- | ----------- | --------- | --------- | ------- | --------- | ----- |
| Debora Oakley | Singelsculler | 8:00,17 | 4 QF      | BYE      | BYE       | 8:10,97     | 4 SC/D      | 8:14,03   | 5 FD      | 8:40,70 | 22        |       |

## Segling
Herrar
| Seglare            | Gren  | Lopp | Lopp | Lopp | Lopp | Lopp | Lopp | Lopp | Lopp | Lopp | Lopp | Lopp | Summerad poäng | Finalplacering |
| Seglare            | Gren  | 1    | 2    | 3    | 4    | 5    | 6    | 7    | 8    | 9    | 10   | M*   | Summerad poäng | Finalplacering |
| ------------------ | ----- | ---- | ---- | ---- | ---- | ---- | ---- | ---- | ---- | ---- | ---- | ---- | -------------- | -------------- |
| David Mier         | RS:X  | 32   | 27   | 30   | 35   | 28   | 27   | 28   | 32   | 30   | 20   | EL   | 254            | 32             |
| Ricardo Montemayor | Laser | 39   | 41   | 44   | 46   | 46   | 29   | 30   | 40   | 11   | 42   | EL   | 320            | 38             |

M = Medaljlopp; EL = Eliminerad – gick inte vidare till medaljloppet;
Damer
| Seglare            | Gren         | Lopp | Lopp | Lopp | Lopp | Lopp | Lopp | Lopp | Lopp | Lopp | Lopp | Lopp | Summerad poäng | Finalplacering |
| Seglare            | Gren         | 1    | 2    | 3    | 4    | 5    | 6    | 7    | 8    | 9    | 10   | M*   | Summerad poäng | Finalplacering |
| ------------------ | ------------ | ---- | ---- | ---- | ---- | ---- | ---- | ---- | ---- | ---- | ---- | ---- | -------------- | -------------- |
| Tania Elías Calles | Laser radial | 12   | 9    | 6    | 19   | 13   | 32   | 11   | 5    | 13   | 10   | 8    | 116            | 10             |

M = Medaljlopp; EL = Eliminerad – gick inte vidare till medaljloppet;

## Simhopp
Herrar
| Idrottare                     | Gren             | Kval   | Kval      | Semifinal        | Semifinal        | Final            | Final            |
| Idrottare                     | Gren             | Poäng  | Placering | Poäng            | Placering        | Poäng            | Placering        |
| ----------------------------- | ---------------- | ------ | --------- | ---------------- | ---------------- | ---------------- | ---------------- |
| Yahel Castillo                | 3 m              | 475,25 | 5 Q       | 499,65           | 4 Q              | 492,70           | 6                |
| Daniel Islas                  | 3 m              | 410,60 | 23        | Gick inte vidare | Gick inte vidare | Gick inte vidare | Gick inte vidare |
| Iván García                   | 10 m             | 491,70 | 6 Q       | 497,40           | 10 Q             | 521,65           | 7                |
| Germán Sánchez                | 10 m             | 495,85 | 5 Q       | 477,30           | 14               | Gick inte vidare | Gick inte vidare |
| Yahel Castillo Julián Sánchez | 3 m parhoppning  | i.u.   | i.u.      | i.u.             | i.u.             | 415,14           | 7                |
| Iván García Germán Sánchez    | 10 m parhoppning | i.u.   | i.u.      | i.u.             | i.u.             | 468,90           | 2                |

Damer
| Idrottare                       | Gren             | Kval   | Kval      | Semifinal        | Semifinal        | Final            | Final            |
| Idrottare                       | Gren             | Poäng  | Placering | Poäng            | Placering        | Poäng            | Placering        |
| ------------------------------- | ---------------- | ------ | --------- | ---------------- | ---------------- | ---------------- | ---------------- |
| Arantxa Chávez                  | 3 m              | 225,45 | 29        | Gick inte vidare | Gick inte vidare | Gick inte vidare | Gick inte vidare |
| Laura Sánchez                   | 3 m              | 320,15 | 9 Q       | 336,50           | 7 Q              | 362,40           | 3                |
| Paola Espinosa                  | 10 m             | 324,00 | 13 Q      | 317,10           | 11 Q             | 356,20           | 6                |
| Carolina Mendoza                | 10 m             | 286,95 | 21        | Gick inte vidare | Gick inte vidare | Gick inte vidare | Gick inte vidare |
| Paola Espinosa Alejandra Orozco | 10 m parhoppning | i.u.   | i.u.      | i.u.             | i.u.             | 343,32           | 2                |

## Taekwondo
| Idrottare      | Gren             | Åttondelsfinaler     | Kvartsfinaler        | Semifinaer           | Återkval             | Bronsmatch            | Final                | Final            |
| Idrottare      | Gren             | Motståndare Resultat | Motståndare Resultat | Motståndare Resultat | Motståndare Resultat | Motståndare Resultat  | Motståndare Resultat | Placering        |
| -------------- | ---------------- | -------------------- | -------------------- | -------------------- | -------------------- | --------------------- | -------------------- | ---------------- |
| Diego García   | Herrarnas −58 kg | Khalil (AUS) L 4–9   | Gick inte vidare     | Gick inte vidare     | Gick inte vidare     | Gick inte vidare      | Gick inte vidare     | Gick inte vidare |
| Erick Osornio  | Herrarnas −68 kg | Stamper (GBR) L 2–5  | Gick inte vidare     | Gick inte vidare     | Gick inte vidare     | Gick inte vidare      | Gick inte vidare     | Gick inte vidare |
| Jannet Alegría | Damernas −49 kg  | Hatahet (JOR) W 12–1 | Yagüe (ESP) L 0–8    | Gick inte vidare     | Carstens (PAN) W 7–2 | Zaninović (CRO) L 5–6 | Gick inte vidare     | 5                |
| María Espinoza | Damernas +67 kg  | Sorn (CAM) W 3–2     | Mandić (SRB) L 6–4   | Gick inte vidare     | Crawley (SAM) W 13–0 | Hernández (CUB) W 4–2 | Gick inte vidare     | 3                |

## Triathlon
| Triathlet         | Gren                | Simning (1,5 km) | Trans 1 | Cykling (40 km) | Trans 2 | Löpning (10 km) | Total tid | Placering |
| ----------------- | ------------------- | ---------------- | ------- | --------------- | ------- | --------------- | --------- | --------- |
| Crisanto Grajales | Herrarnas triathlon | 18:10            | 0:38    | 59:36           | 0:33    | 31:11           | 1:50:08   | 28        |
| Claudia Rivas     | Damernas triathlon  | 18:29            | 0:43    | 1:06:26         | 0:33    | 36:27           | 2:02:38   | 21        |